# Kostomlaty pod Milešovkou
Kostomlaty pod Milešovkou (deutsch Kostenblat, früher Kostenblatt) ist eine Gemeinde in Tschechien. Sie liegt 7 km  östlich von Bílina und gehört zum Okres Teplice.

## Geographie
Kostomlaty befindet sich im Westen des Böhmischen Mittelgebirges am Fuß der Burg Kostomlaty im Quellgebiet des Luční potok. Östlich erhebt sich der Milešovka (836 m) und im Süden der Pařez (736 m).
Nachbarorte sind Lhenice und Mošnov im Norden, Bukovice und Hlince im Nordosten, Černčice im Osten, Milešov im Südosten, Lukov und Štěpánov im Süden, Razice und Kučlín im Südwesten, Bílina-Pražské Předměstí und Bílina-Teplické Předměstí im Westen sowie Štrbice, Světec und Úpoř im Nordwesten.
Nach Südwesten liegt die Abraumkippe Radovesický vysýpka. An ihrer Stelle befanden sich früher die Dörfer Hetov (Hettau), Dřinek (Trinka), Radovesice (Radowesitz) und Lyskovice (Liskowitz).

## Geschichte
Erstmals urkundlich erwähnt wurden Burg Sukoslav und Dorf Kostomlaty, als Boresch IV. von Riesenburg die Herrschaft im Jahr 1333 an Chotibor von Hirschstein verkaufte. Die Gründung der Kirche erfolgte wahrscheinlich im 13. Jahrhundert und wird Bohuslav I. von Hrabischitz zugeschrieben. Das um die Kirche angelegte Dorf lag am mittelalterlichen Handelssteig von Brüx nach Aussig. Nach der Eroberung der Burg durch Jakoubek z Vřesovic 1434, kaufte dieser 1435 die Herrschaft von Albrecht Berka von Dubá. Kostomlaty erhielt am Übergang vom 15. zum 16. Jahrhundert Stadtrechte verliehen. Zu Beginn des 17. Jahrhunderts fiel die Burg wüst. Die Herren von Vřesovice hielten Kostomlaty bis zum Dreißigjährigen Krieg. 1623 erwarb Humprecht Czernin von Chudenitz die Herrschaft. 1629 erlosch die Pfarre in Kostenblatt und die Kirche St. Laurentius wurde Filialkirche. Im Dreißigjährigen Krieg gingen auch die Stadtrechte verlustig, weil die Anzahl der Häuser zu gering geworden war. Humprecht Johann Czernin von Chudenitz ließ 1670 das Schloss Humprechtwiese errichten. Nach dem Tod von dessen Witwe Diana ging die Herrschaft 1687 an die Grafen Clary-Aldringen über. 1706 wurde die Pfarre in Kostenblatt wiedererrichtet. Im Jahr 1770 kaufte Wilhelmine Gräfin von Věžník die Herrschaft Kostenblatt. Von deren Tochter Antonia erwarben die Grafen von Ledebur den Besitz.
Nach der Aufhebung der Patrimonialherrschaften bildete Kostenblatt / Kostomlaty mit den Ortsteilen Tschentschitz / Černčice und Lischen / Hlince ab 1850 eine Gemeinde im Bezirk Teplitz. 1888 wurde im Schloss Humprechtswiese eine Frauenbesserungsanstalt eingerichtet.
Zum Ende des 19. Jahrhunderts erfolgte eine Zuordnung zum Bezirk Duchcov. Der tschechische Name Kostomlaty wurde 1921 zur Unterscheidung von gleichnamigen Dörfern um den Zusatz pod Milešovkou erweitert. 1930 lebten in der Gemeinde 1.809 Einwohner.
Nach dem Münchner Abkommen wurde das Dorf dem Deutschen Reich zugeschlagen und gehörte 1939–1945 zum Landkreis Bilin. 1939 lebten in Kostenblatt mit Linschen und Tschentschitz 1531 Menschen. Nach dem Ende des Zweiten Weltkrieges kam der Ort zur Tschechoslowakei zurück. Die Bevölkerung des Ortes wurde im Rahmen der Vertreibung der Deutschen aus der Tschechoslowakei größtenteils vertrieben. Der Ortsteil Černčice wurde 1961 nach Žalany umgemeindet.

## Gemeindegliederung
Die Gemeinde Kostomlaty pod Milešovkou besteht aus den Ortsteilen Hlince (Linschen) und Kostomlaty pod Milešovkou (Kostenblat). Das Gemeindegebiet bildet den Katastralbezirk Kostomlaty pod Milešovkou.

## Sehenswürdigkeiten
- Ruine der Burg Sukoslav

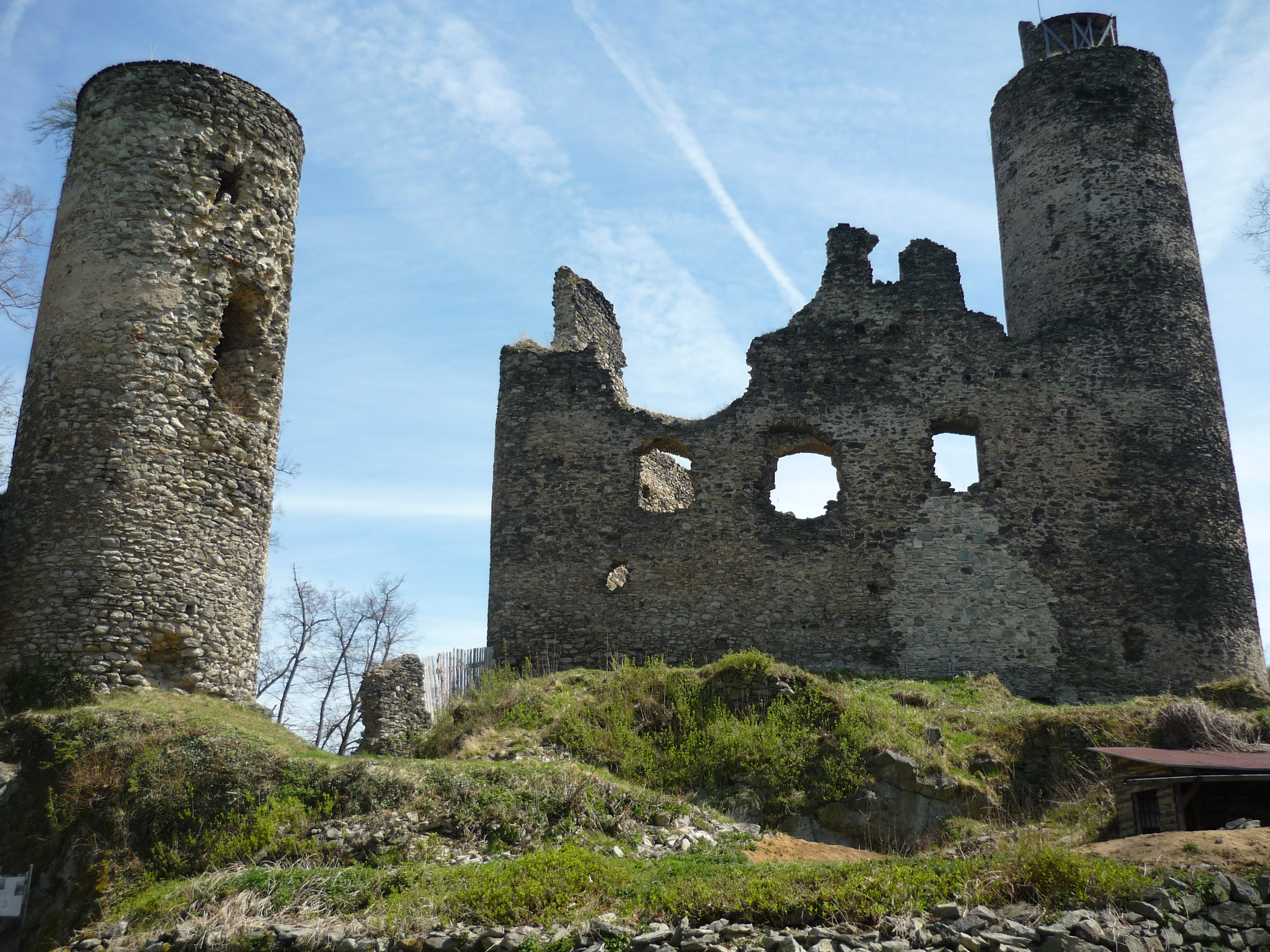
Burg Sukoslav

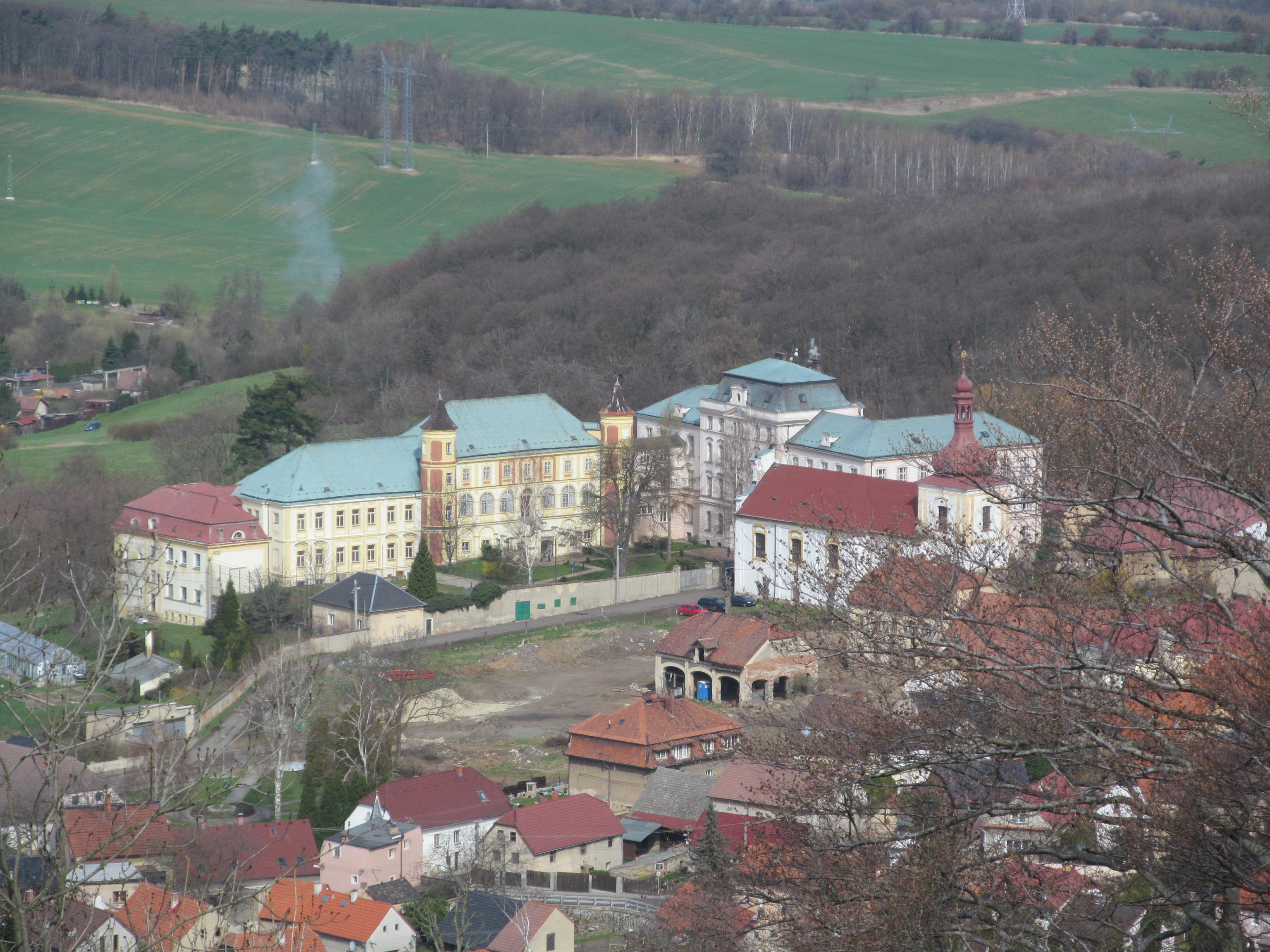
Schloss Kostomlaty

- Schloss Kostomlaty pod Milešovkou (Humprechtswiese), erbaut 1670 für Humprecht Johann Czernin von und zu Chudenitz. Das Schloss dient seit 1888 als geschlossene Einrichtung für Frauen und ist nicht zugänglich.
- Kirche des Hl. Laurentius, errichtet um 1230 als romanischer Bau, 1657 erfolgte ein Umbau. Ihre heutige barocke Gestalt erhielt sie 1737 durch Octavio Broggio.
- Marienkapelle an der wundertätigen Quelle in Kostomlaty, geweiht 1825
- Kapelle in Hlince
- Josephstein (Josefův kámen), 1779 errichteter Gedenkobelisk für Kaiser Joseph II., südlich des Dorfes auf einer Anhöhe unterhalb des Pařez

## Söhne und Töchter der Gemeinde
- Franz Mörl (1899–1979), Chirurg und Jäger, Hochschullehrer in Halle